# Radinghem
Radinghem település Franciaországban, Pas-de-Calais megyében. Lakosainak száma 261 fő (2022. január 1.). Radinghem Audincthun, Fruges, Coupelle-Vieille, Matringhem, Mencas és Senlis községekkel határos.

## Népesség
A település népességének változása:
| Lakosok száma | 287  | 279  | 432  | 275  | 273  | 270  | 270  | 260  | 261  |
|               | 2013 | 2015 | 2016 | 2017 | 2018 | 2019 | 2020 | 2021 | 2022 |